# خدا نگهدار (آلبوم)
 خدا نگهدار نام یک آلبوم موسیقی اثر ویگن ، هنرمند ایرانی است که در سبک پاپ تهیه شده و دارای ۱۲ آهنگ است.

## فهرست آهنگ‌ها
| ردیف | آهنگ        |
| ۱    | خدا نگهدار  |
| ۲    | ساریگلین    |
| ۳    | یاس پرپر    |
| ۴    | گیسوی کوتاه |
| ۵    | پایان سفر   |
| ۶    | سرنوشت      |
| ۷    | دختران      |
| ۸    | جای تو خالی |
| ۹    | الهه ناز    |
| ۱۰   | لیلی منال   |
| ۱۱   | مرغ سبکبال  |
| ۱۲   | مرغ طوفان   |